# Тимофєєв Валерій Якович
Тимофєєв Валерій Якович — український освітянин, педагог, видавець, громадський діяч.

## Діяльність

### Професійна
Офіцер ЗСУ. Після служби працював у Буджаку учителем, директором школи, головою сільської ради та сільським головою, в апаратах районної державної адміністрації та районної ради на посадах начальника організаційного відділу, керівника апарату, головою районної організації ветеранів України (РОВУ), заступником голови обласної організації ветеранів. Засновник та перший директор відомої в Україні авторської школи Адамівська школа козацько-лицарського виховання (Адамівська Січ) на півдні Одещини. Вважається (на основі аналізу наукових, періодичних видань та Інтернет-ресурсів з педагогіки, соціальної педагогіки), що впровадження в практику роботи педагогічних колективів запропонованої моделі школи Джури. – як основного інституту соціального виховання дитини (та дитячої козацької організації в ній у формі рою, чоти, куреня і учнівського самоврядування у формі Січі) – може задовольнити потребу держави у вихованні активних національно свідомих громадян, а форми і методи роботи є цікавими для школярів та корисними для їх всебічного розвитку.
Кращий освітянин України - 2002, 2016, 2018 років (Всеукраїнський громадсько-політичний тижневик «Освіта» (Київ).

### Громадська
Засновник, редактор і видавець  Часопису козаків Буджаку, який друкується із 1991 року під назвами: «Козацький вісник», «Джура» («Козак»), «Річ про Адамівську Січ», «Річ про Січ», «Козак Задністров'я», «Річ про Буджацьку Січ»; всього вийшло більше 700 номерів. Очільник організації Сучасне Буджацьке козацтво (Задністрова Січ) та Видавництво «БЗС» (Буджацька Задністрова Січ), що мало назви «Петрекс»,«СПД СП»,«Отаман»,«Гетьман» та з 1993 року друкує серії книг з історії, історіографії сучасного українського козацтва і козацької педагогіки та реалізації ідей козаччини в практику діяльності козацьких організацій, громад і навчальних закладів: «Сучасне українське козацтво. Документи і матеріали», «Виховання козака-лицаря», «Історія, теорія та практика сучасного козацького руху», «Нотатки козака (Спомини Самовидців - учасників козацького руху)», «Архіви козаччини», «Лицарі України», «Козацький звичай» та ін.; всього вийшло більше 200 книг.
Співзасновник Козацької бібліотеки та однієї з перших сучасних козацьких організацій на теренах України (Адамівський Осередок Козацтва), член Ради засновників Українського козацтва.
Один із розробників Всеукраїнської дитячо-юнацької військово-патріотичної гри «Сокіл — Джура» та співзасновник сучасного козацтва Буджаку (Задністрової Січі  - Задністрового козацтва). Отаман-координатор асоціації козацьких товариств Буджацьке козацтво (Задністрова Січ) - межиріччя Дунай-Дністро.
Член Координаційної ради з питань розвитку козацтва в Україні (Міністерство оборони України), член Громадської ради при Міністерстві освіти і науки України, член Науково-методичної ради Науково-дослідного інституту козацтва Інституту історії України Національної академії наук України.
Член оргкомітетів і учасник Всеукраїнських і міжнародних науково-практичних конференцій з питань сучасної козацької педагогіки.
Член Ради козацьких отаманів України (РКОУ, Київ), Ради старійшин організацій українського козацтва (РСОУК, Київ).

## Творчий доробок
Теоретик української козацької педагогіки. Автор 40 монографій та понад 200 наукових і науково-популярних статей з проблем сучасного українського козацтва.
Національна академія наук України та Національна бібліотека України ім. В.Вернадського рекомендують збірки документів і матеріалів з історії сучасного українського козацтва (упорядником яких є Тимофєєв В. Я.);— «Архіви козаччини Задністров'я» (20 тт), «Архіви козаччини Буджаку» (5 тт), «Архіви козаччини Одещини» (7 тт), «Лицарі України. Енциклопедія сучасного козацького руху» (45 тт);— як джерело з історії Південної та Східної України 1991—2021 рр.